# Leon Rotman
Leon Rotman, född 22 juli 1934 i Bukarest, är en rumänsk före detta kanotist.
Rotman blev olympisk guldmedaljör i C-1 1000 meter vid sommarspelen 1956 i Melbourne.